# Sybra multiflavostriata
Sybra multiflavostriata là một loài bọ cánh cứng trong họ Cerambycidae.